# Anke (Vorname)
Anke ist ein weiblicher Vorname.

## Herkunft
Anke ist eine niederdeutsche Koseform für Anna und die friesische Variante des Vornamens Anne. Sie ähneln dem hebräischen Vornamen Hannah. Während zwischen 1940 und 1975 dieser Vorname ungewöhnlich konstant beliebt war, ist er seit den 1980er Jahren selten geworden.

## Varianten
- Anka
- Ancke

## Namensträgerinnen
- Anke Behmer (* 1961), deutsche Leichtathletin
- Anke Beilstein (* 1966), deutsche Politikerin
- Anke Berger (* 1965), deutsche Juristin
- Anke Borchmann (* 1954), deutsche Ruderin
- Anke Brunn (* 1942), deutsche Politikerin
- Anke de Mondt (* 1979), belgische Basketballspielerin
- Anke Doberauer (* 1962), deutsche Malerin
- Anke Engelke (Anke Fischer) (* 1965), deutsche Komikerin, Schauspielerin, Synchronsprecherin und Moderatorin
- Anke Eymer (* 1949), deutsche Politikerin
- Anke Feller (* 1971), deutsche Leichtathletin
- Anke Feuchtenberger (* 1963), deutsche Künstlerin und Comic-Zeichnerin
- Anke Fuchs (1937–2019), deutsche Politikerin
- Anke Gebert (* 1960), deutsche Schriftstellerin
- Anke Hachfeld (Milù) (* 1973), deutsche Sängerin
- Anke Hartmann (* 1980), deutsche Eisschnellläuferin
- Anke Hartnagel (1942–2004), deutsche Politikerin
- Anke Heimes (* 1957), deutsche Politikerin
- Anke Heinig (* 1968), deutsche Tischtennisspielerin
- Anke Huber (* 1974), deutsche Tennisspielerin
- Anke Johannsen (* 1981), deutsche Sängerin, Pianistin und Songwriterin
- Anke Karstens (* 1985), deutsche Snowboard-Sportlerin
- Anke Kortemeier (* 1975), deutsche Schauspielerin, Moderatorin und Synchronsprecherin
- Anke Kuhbier (1943–2018), deutsche Politikerin
- Anke Kuhl (* 1970), deutsche Autorin und Illustratorin
- Anke Kühn (* 1981), deutsche Hockeyspielerin
- Anke Lutz (Anke Koglin) (* 1970), deutsche Schachspielerin
- Anke Maggauer-Kirsche (* 1948), deutsche Lyrikerin
- Anke Mai (* 1965), deutsche Journalistin und Programmdirektorin
- Anke Martiny (1939–2016), deutsche Politikerin und Autorin
- Anke Möhring (* 1969), deutsche Schwimmerin
- Anke Oldenburger (1895–nach 1952), deutsche Malerin und Bühnenbildnerin
- Anke Olschewski (* 1962), deutsche Tischtennisspielerin
- Anke Plättner (* 1963), deutsche Fernsehjournalistin
- Anke Rähm (* 1976), deutsche Schauspielerin
- Anke Rehlinger (* 1976), deutsche Politikerin
- Anke Reitzenstein (* 1961), deutsche Schauspielerin und Synchronsprecherin
- Anke Riefers (* 1940), deutsche Politikerin (SPD)